# 舒瓦西勒鲁瓦
舒瓦西勒鲁瓦（法語：Choisy-le-Roi，法語發音：[ʃwazi lə ʁwa] ⓘ），法国中北部城市，法兰西岛大区马恩河谷省的一个市镇，隶属于拉伊莱罗斯区，其市镇面积为5.43平方公里，2022年1月1日时人口数量为46,122人，在法国城市中排名第149位。
舒瓦西勒鲁瓦位于马恩河谷省中部，其核心区域位于塞纳河左岸，是巴黎南郊的一个重要卫星城，多条交通干线在此交汇。法国国歌马赛曲作者克洛德·约瑟夫·鲁日·德·李尔逝世于舒瓦西勒鲁瓦。

## 地名来源
根据当地官方网站的论述，“Choisy”一名最初以拉丁语“Sociusacum”的形式被记载，该名称可能出自一名叫“Socius”的领主，亦可能与古罗马将军索修斯有关；“le-Roi”则出自法兰西国王路易十五，他曾于18世纪时购买了此地的城堡。法国大革命期间，舒瓦西勒鲁瓦曾一度被更名为“塞纳河畔舒瓦西”（Choisy-sur-Seine）。
巴黎十三区的“舒瓦西门”（Porte de Choisy）因通向舒瓦西勒鲁瓦而得名，连接两地间的国道305线已于2009年改为城市道路。

## 历史

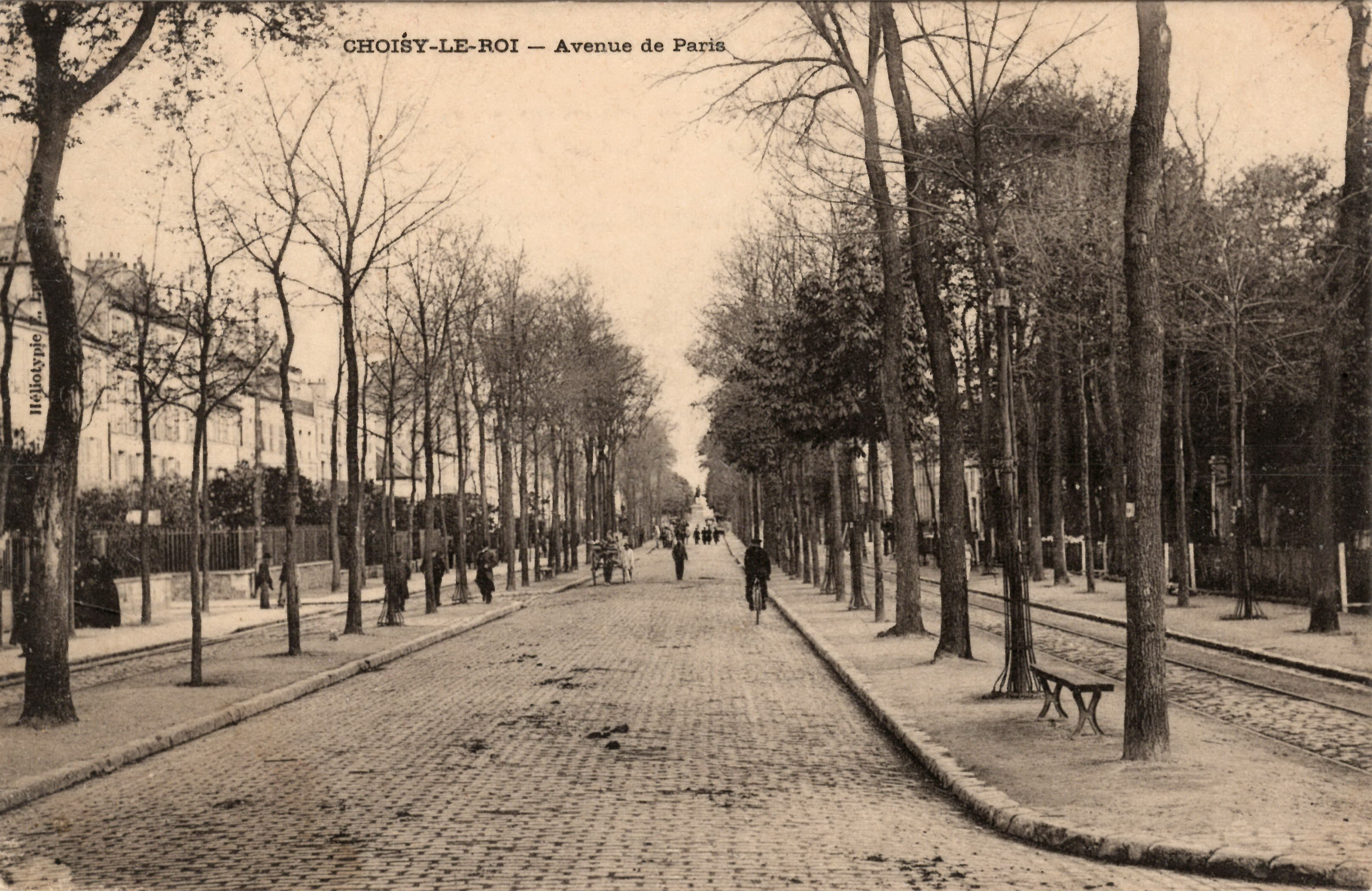
20世纪初的舒瓦西勒鲁瓦

舒瓦西勒鲁瓦的早期历史尚不清楚，当地曾发现新石器时期的人类活动遗迹。中世纪时，舒瓦西长期为塞纳河畔的一处普通村落，捕鱼是当地主要的生产活动。公元1207年，舒瓦西境内建成了一座纪念圣人尼古拉的教堂。1739年10月25日，法兰西王国路易十五决定购买舒瓦西城堡，并在其附近开辟皇家狩猎场。18世纪中期，舒瓦西勒鲁瓦逐渐发展成为塞纳河畔的一个商贸港口。法国大革命后，舒瓦西勒鲁瓦成为巴黎省（1795年起更名为“塞纳省”）的一个市镇。工业革命期间，途径舒瓦西勒鲁瓦的巴黎－波尔多铁路建成通车，舒瓦西勒鲁瓦逐渐发展成为一座工业城市，其附近形成工人社区。瓷器制作曾为当地的一项特色工业。普法战争期间，鲁瓦西勒鲁瓦的部分街区遭遇破坏。19世纪末，曾有多条传统有轨电车线路交汇于舒瓦西勒鲁瓦，后因公路兴起而废弃。20世纪后，随着巴黎的城市扩张及通勤铁路列车的开行，舒瓦西勒鲁瓦人口数量逐年增加，当地出现了多处高层居民区。途径舒瓦西勒鲁瓦的马恩河谷快速公交和法兰西岛有轨电车9号线分别于1993年和2019年建成通车。
在行政区划方面，1968年，原塞纳省被撤销，舒瓦西勒鲁瓦被划入新成立的马恩河谷省。2017年，舒瓦西勒卢瓦自克雷泰伊区划入拉伊莱罗斯区。

## 地理

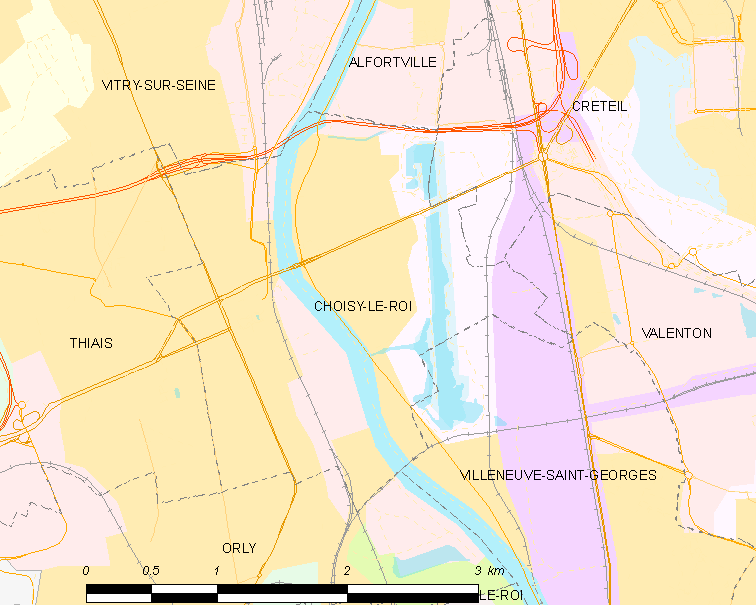
舒瓦西勒鲁瓦市镇范围地图

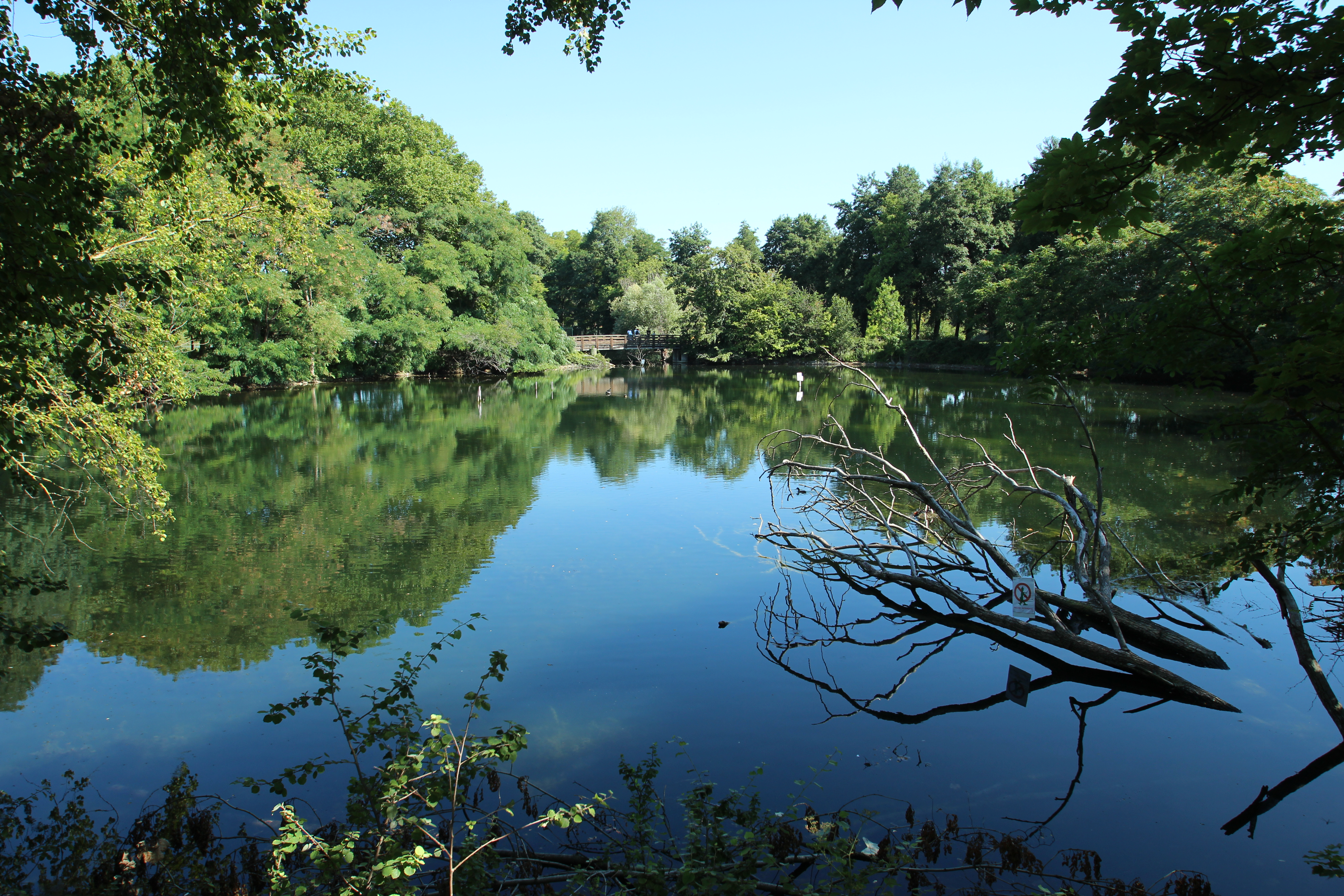
省际体育公园内的湖泊

舒瓦西勒鲁瓦位于法国中北部，法兰西岛大区中部和马恩河谷省中部，距离省会克雷泰伊大约5公里。与舒瓦西勒鲁瓦接壤的市镇包括：阿爾福維爾、克雷泰伊、奥利、蒂艾、瓦朗通、圣乔治新城、塞纳河畔维特里。

### 地形
舒瓦西勒鲁瓦位于巴黎盆地腹地，境内以平原为主，市镇中心地势较为平坦，全境海拔在31到49米之间。

### 水文
舒瓦西勒鲁瓦位于塞纳河流域范围内，其干流自南向北流经境内。塞纳河右岸历史上曾有洪水遗留而形成的湖泊，20世纪70年代时经人工改造成为水上体育公园。

### 植被
舒瓦西勒鲁瓦属于温带阔叶混交林区，市区东南部为省际体育公园（Parc interdépartemental des Sports），塞纳河西侧的主要绿地公园包括莫里斯·托雷兹公园（Parc Maurice Thorez）、市府公园（Parc de la Mairie）等。
在鲜花城市的评比中，舒瓦西勒鲁瓦被评为3星级鲜花城市。

### 气候
舒瓦西勒鲁瓦在柯本气候分类法中属于温带海洋性气候。
舒瓦西勒鲁瓦境内设有常年气象站，以下为该气象站的数据（其中日照数据取自巴黎-奥利机场）：
| 舒瓦西勒鲁瓦1981年－2019年 | 舒瓦西勒鲁瓦1981年－2019年 | 舒瓦西勒鲁瓦1981年－2019年 | 舒瓦西勒鲁瓦1981年－2019年 | 舒瓦西勒鲁瓦1981年－2019年 | 舒瓦西勒鲁瓦1981年－2019年 | 舒瓦西勒鲁瓦1981年－2019年 | 舒瓦西勒鲁瓦1981年－2019年 | 舒瓦西勒鲁瓦1981年－2019年 | 舒瓦西勒鲁瓦1981年－2019年 | 舒瓦西勒鲁瓦1981年－2019年 | 舒瓦西勒鲁瓦1981年－2019年 | 舒瓦西勒鲁瓦1981年－2019年 | 舒瓦西勒鲁瓦1981年－2019年 |
| 月份                       | 1月                        | 2月                        | 3月                        | 4月                        | 5月                        | 6月                        | 7月                        | 8月                        | 9月                        | 10月                       | 11月                       | 12月                       | 全年                       |
| -------------------------- | -------------------------- | -------------------------- | -------------------------- | -------------------------- | -------------------------- | -------------------------- | -------------------------- | -------------------------- | -------------------------- | -------------------------- | -------------------------- | -------------------------- | -------------------------- |
| 历史最高温 °C（°F）        | 16 (61)                    | 21 (70)                    | 25 (77)                    | 29.6 (85.3)                | 33.3 (91.9)                | 37.5 (99.5)                | 40.2 (104.4)               | 40.5 (104.9)               | 33.9 (93.0)                | 28.9 (84.0)                | 21 (70)                    | 17 (63)                    | 40.5 (104.9)               |
| 平均高温 °C（°F）          | 7.5 (45.5)                 | 9.1 (48.4)                 | 12.9 (55.2)                | 16.2 (61.2)                | 20.6 (69.1)                | 23.5 (74.3)                | 26 (79)                    | 26.1 (79.0)                | 21.6 (70.9)                | 16.6 (61.9)                | 10.8 (51.4)                | 7.5 (45.5)                 | 16.5 (61.7)                |
| 日均气温 °C（°F）          | 4.9 (40.8)                 | 6 (43)                     | 8.9 (48.0)                 | 11.5 (52.7)                | 15.7 (60.3)                | 18.6 (65.5)                | 20.8 (69.4)                | 20.8 (69.4)                | 16.9 (62.4)                | 12.8 (55.0)                | 8 (46)                     | 5.2 (41.4)                 | 12.5 (54.5)                |
| 平均低温 °C（°F）          | 2.4 (36.3)                 | 2.8 (37.0)                 | 4.8 (40.6)                 | 6.8 (44.2)                 | 10.8 (51.4)                | 13.6 (56.5)                | 15.6 (60.1)                | 15.4 (59.7)                | 12.3 (54.1)                | 9 (48)                     | 5.1 (41.2)                 | 2.9 (37.2)                 | 8.5 (47.3)                 |
| 历史最低温 °C（°F）        | −11.5 (11.3)               | −9.5 (14.9)                | −7 (19)                    | −1 (30)                    | 1 (34)                     | 6 (43)                     | 8 (46)                     | 7.5 (45.5)                 | 4 (39)                     | −1 (30)                    | −7 (19)                    | −8 (18)                    | −11.5 (11.3)               |
| 平均降水量 mm（）          | 51.5 (2.03)                | 42.9 (1.69)                | 46.6 (1.83)                | 49.8 (1.96)                | 56.7 (2.23)                | 50.6 (1.99)                | 56.6 (2.23)                | 49.2 (1.94)                | 46.5 (1.83)                | 57 (2.2)                   | 50.2 (1.98)                | 56.3 (2.22)                | 613.9 (24.17)              |
| 月均日照時數               | 43.4                       | 66.3                       | 162.6                      | 172.4                      | 165.4                      | 176.6                      | 232.1                      | 220.4                      | 193.9                      | 131.9                      | 49.1                       | 55.3                       | 1,669.4                    |
| 来源：infoclimat           |                            |                            |                            |                            |                            |                            |                            |                            |                            |                            |                            |                            |                            |

## 行政区划
舒瓦西勒鲁瓦的市镇编号为94022，邮政编号为94600。
在行政管理方面，舒瓦西勒鲁瓦隶属于法国法兰西岛大区马恩河谷省拉伊莱罗斯区；在地方选举方面，舒瓦西勒鲁瓦是舒瓦西勒鲁瓦县的中央投票站所在地，其市镇范围全境被划入马恩河谷省第二选区；在社会管理方面，舒瓦西勒鲁瓦是大巴黎都会区和大奥利塞纳-比耶夫尔公共土地管理局的组成部分。
舒瓦西勒鲁瓦市镇被划为四个街区，实行街区自治制度。舒瓦西勒鲁瓦的游泳者街区（Les Navigateurs）为城市敏感街区；南部街区（Quartier Sud）为城市政策优先街区。
法国国家统计与经济研究所（简称）在进行数据统计时，将舒瓦西勒鲁瓦及相邻的另外428个市镇设为巴黎城市核心区（2020年扩充至431个），并将包括核心区在内的周边共1,794个市镇划为巴黎城市区。自2020年起，巴黎城市区被包含1,949个市镇的巴黎城市辐射区代替。此外，还将舒瓦西勒鲁瓦市镇分为了14个“块区”（IRIS），以便于统计人口分布情况。

## 交通

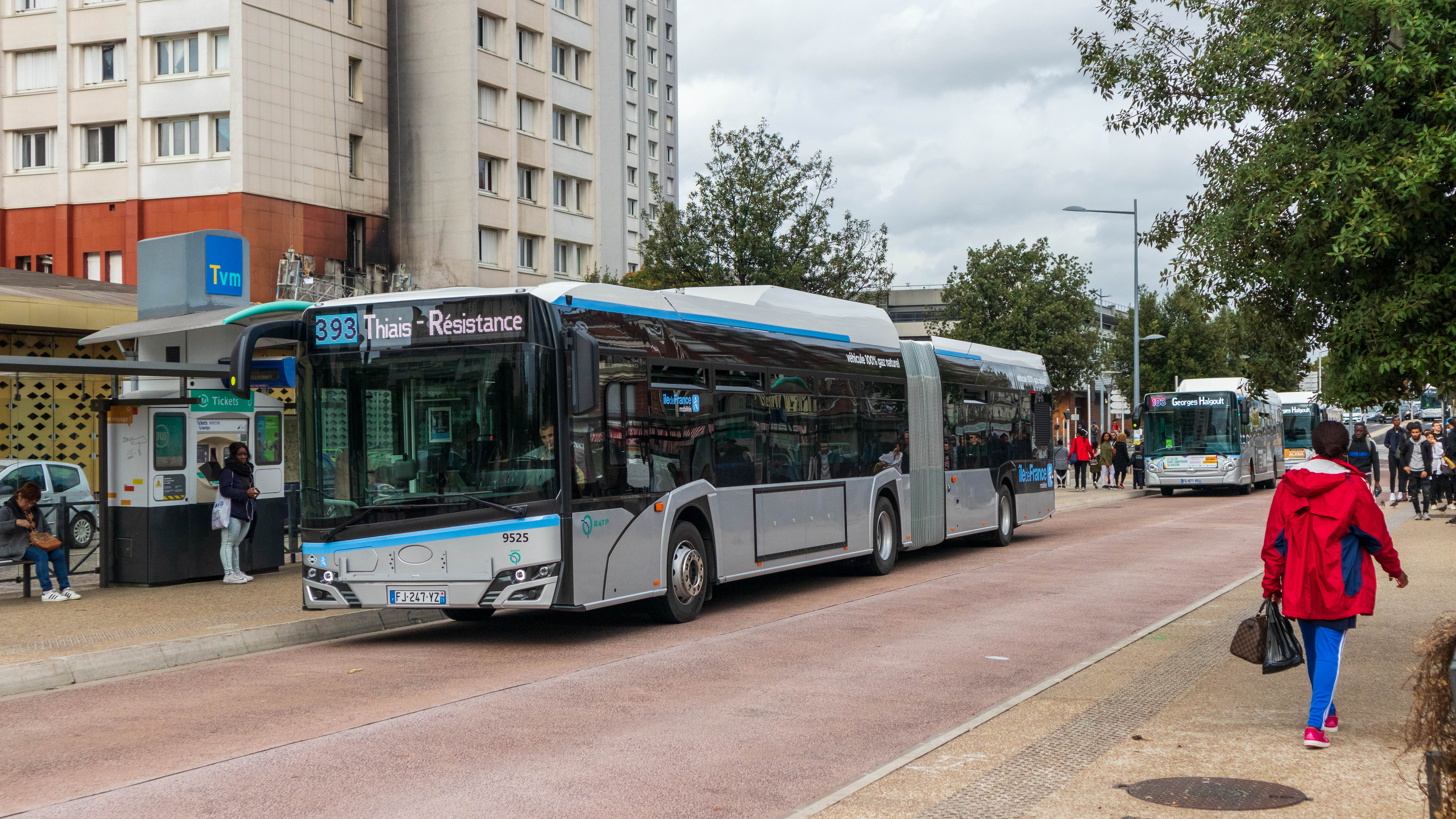
巴黎公交393路

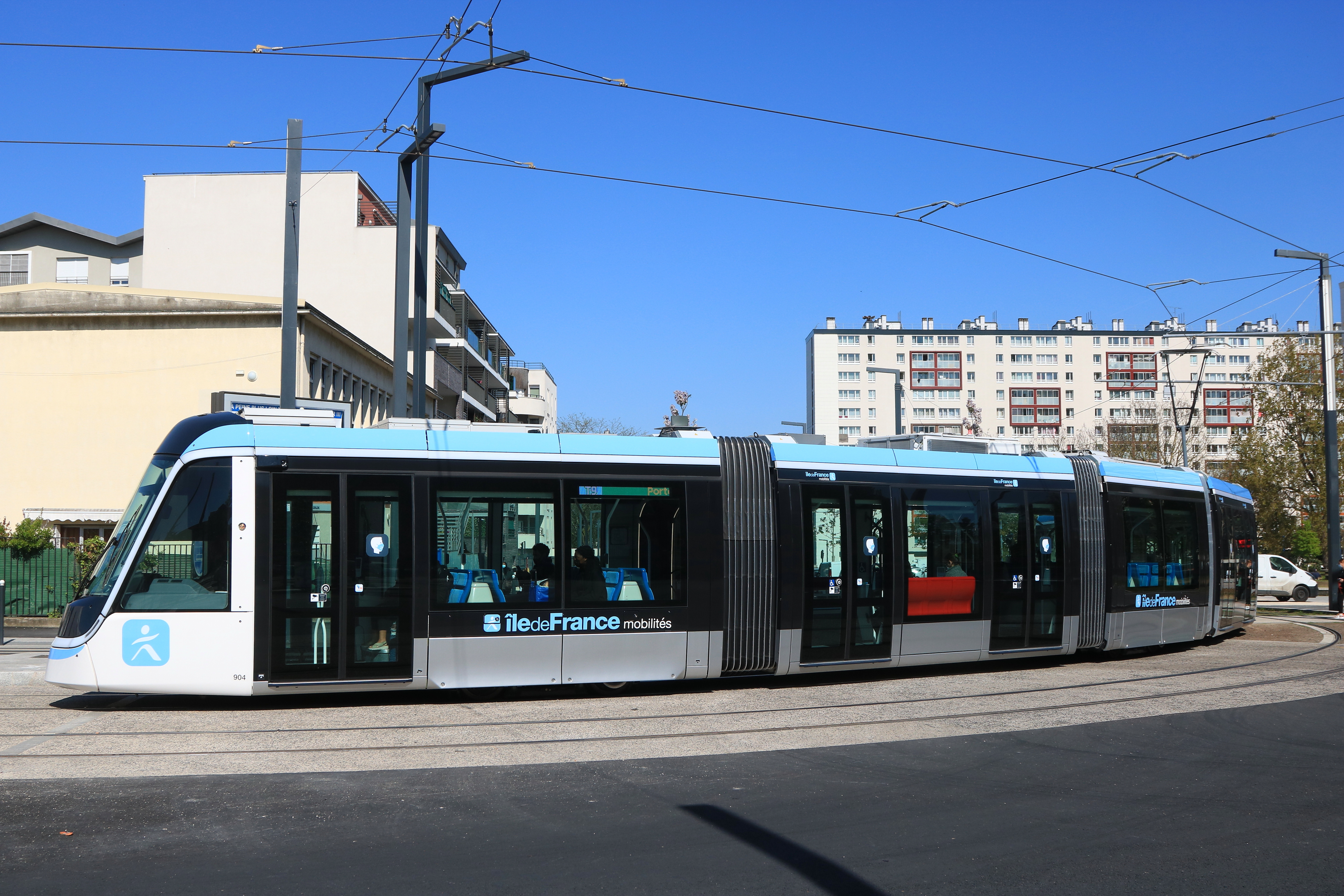
途径舒瓦西勒鲁瓦的法兰西岛有轨电车9号线

### 公路
A86高速公路（巴黎第二环城公路）经过舒瓦西勒鲁瓦市区北部，通过24号出入口连接市区。舒瓦西勒鲁瓦境内的大部分道路已完成城市化改造，配有照明、排水、人行道等设施。
| 24 | 1.5 |

| 25a | 2 |

| 克雷泰伊 | 6 |

| 拉伊莱罗斯 | 7 |

| 犹太城 | 6 |

| 圣乔治新城 | 6 |

| 塞纳河畔伊夫里 | 7 |

| 塞纳河畔维特里 | 4 |

2019年，60.5%的舒瓦西勒鲁瓦家庭拥有至少一辆私人汽车。2019年，舒瓦西勒鲁瓦境内共发生各类交通事故104起，造成120人受伤，其中7人重伤。

### 铁路
舒瓦西勒鲁瓦位于巴黎－波尔多铁路上。舒瓦西勒鲁瓦站位于市区中部，塞纳河左岸，该站停靠法兰西岛大区快铁C线。

### 航空
距离舒瓦西勒鲁瓦最近的民用航空站为巴黎-奥利机场，距离舒瓦西勒鲁瓦市中心的公路里程约6公里。

### 城市公共交通
法兰西岛大区快铁C线、马恩河谷快速公交以及多条公交线路经过舒瓦西勒鲁瓦境内。
| 途经舒瓦西勒鲁瓦境内的主要公共交通线路 |                                                     | |
| 类型                                   | 运营商                                              | 线路 |
| 快铁                                   |                                                     | ：蓬图瓦兹站 ↔ 埃尔蒙-欧博讷站 ↔ 克利希门站 ↔ 荣军院站 ↔ 圣米歇尔-圣母院站 ↔ 巴黎奥斯特利茨站 ↔ 弗朗索瓦·密特朗图书馆站 ↔ 舒瓦西勒鲁瓦站 ↔ 莱索勒站 ↔ 朗吉斯桥-奥利机场站 ↔ 马西-帕莱索站 |
| 有轨电车                               | (N)                                                 | ：舒瓦西门站 ↔ 沙托丹-巴尔贝斯 ↔ 拉布里凯特里 ↔ MAC-VAL博物馆 ↔ 塞纳河畔维特里市政厅 ↔ 鲁热·德李尔 ↔ 卡尔勒·达尔泰 ↔ 富尔·佩阿里 ↔ 柳林站 ↔ 奥利-加斯通·维安斯 |
| 快速公交                               | RATP                                                | Tvm：安东尼-快铁贝尔尼十字架站 ↔ 舍维伊拉吕市政府 ↔ 朗吉斯国际商贸城 ↔ 蒂艾门 ↔ 抵抗运动路口 ↔ 勒内·帕纳尔 ↔ 鲁热·德李尔 ↔ 快铁舒瓦西勒鲁瓦站 ↔ 快铁蓬帕杜站 ↔ 马恩河谷省政府 ↔ 道士篱 ↔ 克雷泰伊大学 ↔ 快铁圣莫-克雷泰伊站 393：抵抗运动路口 ↔ 勒内·帕纳尔 ↔ 鲁热·德李尔 ↔ 快铁舒瓦西勒鲁瓦站 ↔ 快铁蓬帕杜站 ↔ 湖之角 ↔ 欧罗巴公园 ↔ 小方块 ↔ 快铁叙西-博讷伊站 |
| 公共汽车                               | RATP                                                | 103：迈松阿尔福兽医学校 ↔ 阿尔福维尔市政府 ↔ 快铁迈松阿尔福-阿尔福维尔站 ↔ 小桥广场 ↔ 云雀 ↔ 快铁舒瓦西勒鲁瓦站 ↔ 鲁热·德李尔 ↔ 勒内·帕纳尔 ↔ 乔治·阿尔古 182：伊夫里市政府 ↔ 夏尔·富瓦医院 ↔ 让·饶勒斯 ↔ 莱萨尔杜瓦讷站 ↔ 鲁医生 ↔ 快铁舒瓦西勒鲁瓦站 ↔ 舒瓦西桥-游泳池 ↔ 青年旅舍 ↔ 雷诺工厂 ↔ 快铁新城编组站 183：朗吉斯国际商贸城 ↔ 蒂艾门 ↔ 蒂艾市政府 ↔ 勒内·帕纳尔 ↔ 鲁热·德李尔 ↔ 快铁舒瓦西勒鲁瓦站 ↔ 夏尔·朱尔·瓦扬 ↔ 富尔·佩阿里 ↔ 奥利-加斯通·维安斯 ↔ 快铁奥利城站 ↔ 朗日斯桥 ↔ 奥利之心 ↔ 奥利机场4号航站楼 185：巴黎-意大利门 ↔ 国民议会-枫丹白露 ↔ 地铁勒克雷姆兰-比塞特尔站 ↔ 居内梅尔-枪战广场 ↔ 犹太城路易·阿拉贡 ↔ 绿磨坊城 ↔ 蒂艾市政府 ↔ 勒克莱尔将军 ↔ 快铁舒瓦西勒鲁瓦站 582：快铁舒瓦西勒鲁瓦站（区域环线） |
| 公共汽车                               | Seine Grand Orly 大奥利-塞纳公交路网                | 282：维特里桥商业中心 ↔ 乌龟街 ↔ 朱尔·盖德 ↔ 鲁医生 ↔ 快铁舒瓦西勒鲁瓦站 ↔ 勒克莱尔将军 ↔ 居伊·莫凯 ↔ 果园城 ↔ 埃米尔·勒瓦索尔 483：快铁舒瓦西勒鲁瓦站 ↔ 勒克莱尔将军 ↔ 居伊·莫凯 ↔ 椴树林 ↔ 胜利 ↔ 加斯东·维安斯 ↔ 快铁奥利城站 ↔ 阿梅代·苏波广场 ↔ 阿布隆站 ↔ 勒鲁瓦新城桥 ↔ 快铁圣乔治新城站 |
| 公共汽车                               | Val d'Yerres Val de Seine 耶尔河谷-塞纳河谷公交路网 | A：金字塔 ↔ 蒙热龙街 ↔ 圣皮埃尔富列 ↔ 巴斯德环岛 ↔ 蒙热龙市政府 ↔ 教堂 ↔ 晨醒 ↔ 快铁圣乔治新城站 ↔ 雷诺工厂 ↔ 青年旅舍 ↔ TVM桥 |
| 公共汽车                               | (N)                                                 | N31：巴黎-里昂火车站 ↔ 意大利广场 ↔ 舒瓦西门站 ↔ 拉布里凯特里 ↔ 塞纳河畔维特里市政厅 ↔ 鲁热·德·李尔 ↔ 奥利-市政厅 ↔ 巴黎-奥利机场南航站楼 N133：巴黎-里昂火车站 ↔ 塞纳河畔伊夫里站 ↔ 塞纳河畔维特里站 ↔ 鲁热·德·李尔 ↔ 阿蒂斯蒙斯站 ↔ 瑞维西站-市府 |
| 1.                                     |                                                     | |

## 政治

### 市政内阁

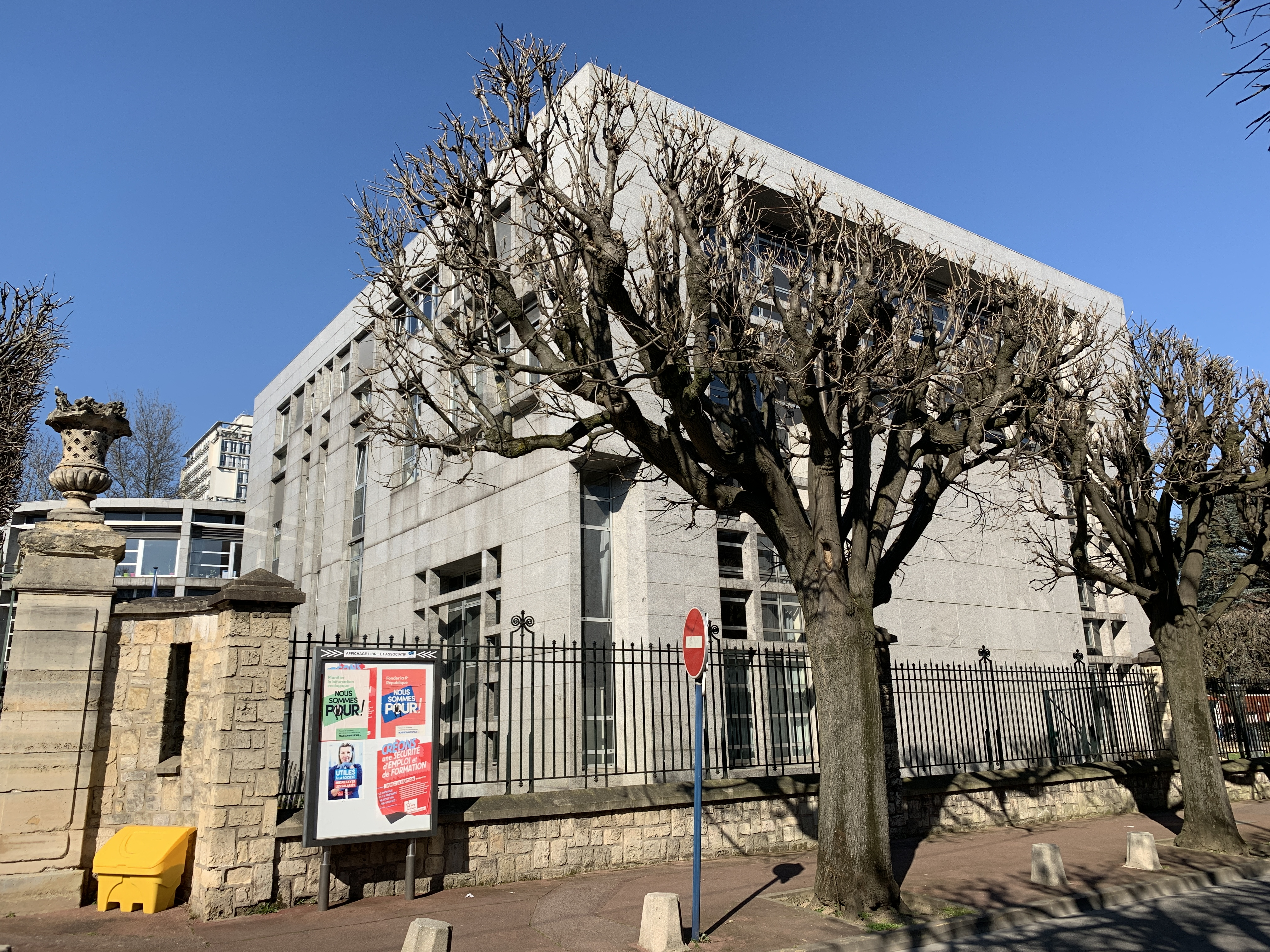
舒瓦西勒鲁瓦市政厅

舒瓦西勒鲁瓦的现任市长为托尼诺·帕内塔先生（Tonino PANETTA），他是一名右翼无党派人士，在2020年的市政选举中获得了55.31%的支持率。
| 舒瓦西勒鲁瓦历届市长 | 舒瓦西勒鲁瓦历届市长                                   | 舒瓦西勒鲁瓦历届市长        |
| 任期                 | 市长                                                   | 党派                        |
| -------------------- | ------------------------------------------------------ | --------------------------- |
| 1944年－1945年       | Georges LÉGER 乔治·莱热                                | 不详                        |
| 1945年－1947年       | Alfred LEBIDON 阿尔弗雷德·勒比东                       | PCF法国共产党               |
| 1947年－1948年       | Louis Henri LANTHAUME 路易·亨利·朗托姆                 | 不详                        |
| 1948年－1955年       | Marcel Eugène Valentin DAVID 马塞尔·欧仁·瓦朗坦·达维德 | SFIO工人国际法国支部        |
| 1955年－1959年       | Henri Lucien SERGENT 亨利·吕西安·塞尔让                | 不详                        |
| 1959年－1979年       | Fernand DUPUY 费尔南·迪皮                              | PCF法国共产党               |
| 1979年－1996年       | Louis LUC 路易·吕克                                    | PCF法国共产党               |
| 1996年－2014年       | Daniel DAVISSE 达尼埃尔·达维斯                         | PCF法国共产党               |
| 2014年－2020年       | Didier GUILLAUME 迪迪埃·纪尧姆                         | PCF法国共产党               |
| 2020年－             | Tonino PANETTA 托尼诺·帕内塔                           | LR共和黨 →DVD右翼无党派人士 |

### 各级选举
| 舒瓦西勒鲁瓦历届投票选举结果 | 舒瓦西勒鲁瓦历届投票选举结果 | 舒瓦西勒鲁瓦历届投票选举结果 | 舒瓦西勒鲁瓦历届投票选举结果 | 舒瓦西勒鲁瓦历届投票选举结果      | 舒瓦西勒鲁瓦历届投票选举结果 | 舒瓦西勒鲁瓦历届投票选举结果 | 舒瓦西勒鲁瓦历届投票选举结果      | 舒瓦西勒鲁瓦历届投票选举结果 | 舒瓦西勒鲁瓦历届投票选举结果 |
| 选举项目                     | 选举范围                     | 选区单位                     | 选区单位内的选举结果         | 选区单位内的选举结果              | 选区单位内的选举结果         | 选区单位内的选举结果         | 选区单位内的选举结果              | 选区单位内的选举结果         | 参考资料                     |
| 选举项目                     | 选举范围                     | 选区单位                     | 第一轮胜出者                 | 第一轮胜出者                      | 支持率                       | 第二轮胜出者                 | 第二轮胜出者                      | 支持率                       | 参考资料                     |
| ---------------------------- | ---------------------------- | ---------------------------- | ---------------------------- | --------------------------------- | ---------------------------- | ---------------------------- | --------------------------------- | ---------------------------- | ---------------------------- |
| 2017年法國總統選舉           | 法國                         | 市镇                         |                              | 让-吕克·梅朗雄                    | 32.44%                       |                              | 埃马纽埃尔·马克龙                 | 79.39%                       | [ 30 ]                       |
| 2017年法国立法选举           | 马恩河谷省第二选区           | 市镇                         |                              | 让·弗朗索瓦·姆拜                  | 33.18%                       |                              | 让·弗朗索瓦·姆拜                  | 50.44%                       | [ 30 ]                       |
| 2019年欧洲议会选举           | 法國                         | 市镇                         |                              | 娜塔莉·卢瓦索                     | 18.69%                       | （不适用）                   | （不适用）                        | （不适用）                   | [ 32 ]                       |
| 2021年法国省级选举           | 马恩河谷省                   | 县                           |                              | 罗班·阿尔贝 卡蒂亚娜·勒内         | 39.45%                       |                              | 克里丝泰尔·尼亚斯姆 托尼诺·帕内塔 | 55.94%                       | [ 33 ]                       |
| 2021年法国省级选举           | 马恩河谷省                   | 市镇                         |                              | 克里丝泰尔·尼亚斯姆 托尼诺·帕内塔 | 41.37%                       |                              | 克里丝泰尔·尼亚斯姆 托尼诺·帕内塔 | 53.64%                       | [ 33 ]                       |
| 2021年法国大区选举           | 法蘭西島大區                 | 市镇                         |                              | 瓦莱丽·佩克雷斯                   | 30.23%                       |                              | 朱利安·巴尤                       | 43.96%                       | [ 34 ]                       |
| 2022年法国总统选举           | 法國                         | 市镇                         |                              | 让-吕克·梅朗雄                    | 43.23%                       |                              | 埃马纽埃尔·马克龙                 | 73.21%                       | [ 30 ]                       |
| 2022年法国立法选举           | 马恩河谷省第二选区           | 市镇                         |                              | 克莱芒丝·盖泰                     | 48.17%                       |                              | 克莱芒丝·盖泰                     | 63.84%                       | [ 30 ]                       |

## 人口
2019年，舒瓦西勒鲁瓦市镇人口数量为46,150，在法国排名第149位。其中男性22,413人，女性23,737人，75岁及以上人口占4.7%，外籍人口数量为9,070人，人口密度为8,499人/平方公里，当地居民被称为（男性）或（女性）。2020年，舒瓦西勒鲁瓦境内出生809人，死亡人口305人。
| 舒瓦西勒鲁瓦1901年－2019年人口变化情况 |
|                                        |
| 数据来源：Cassini、INSEE               |

## 经济

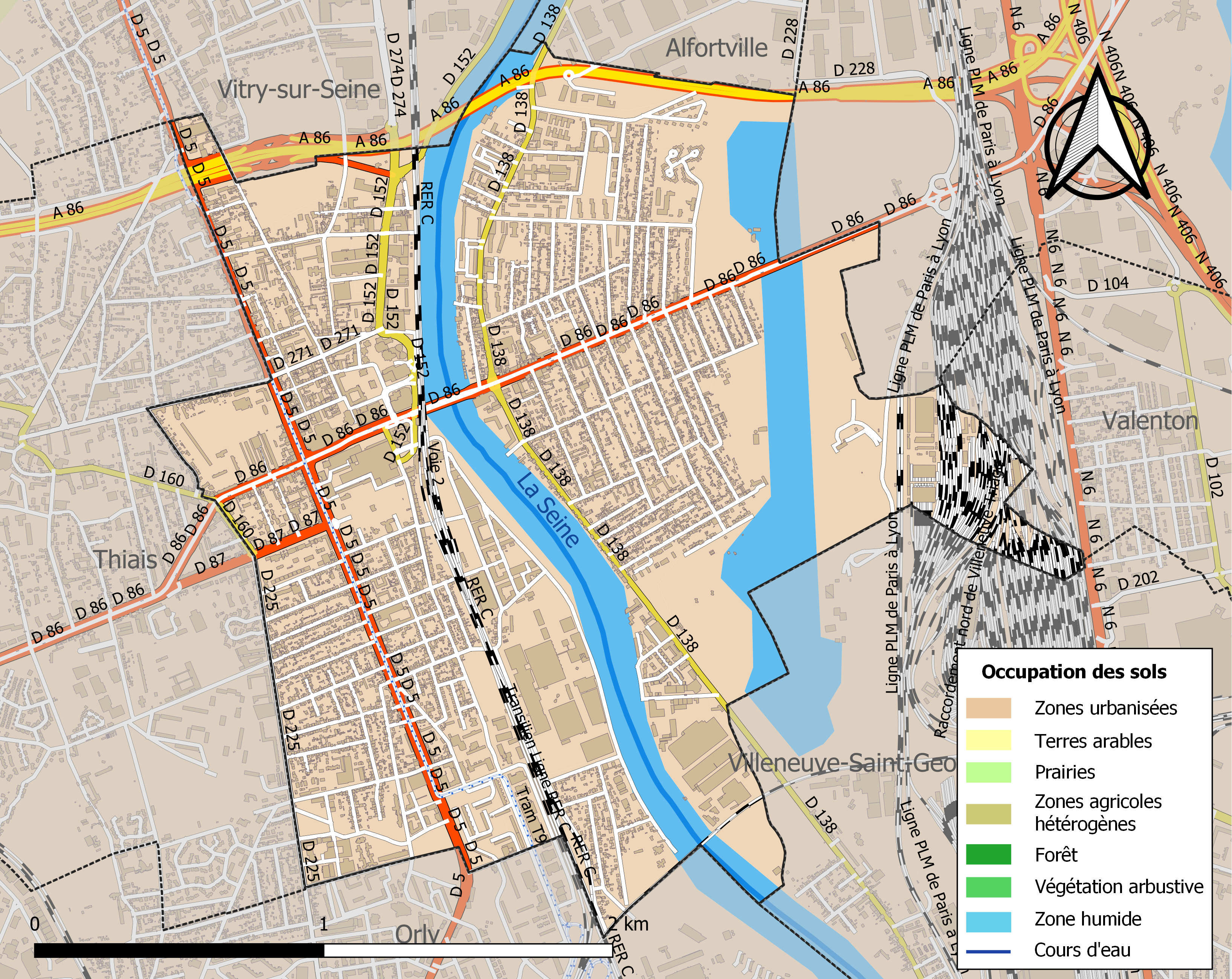
舒瓦西勒鲁瓦土地利用情况地图

舒瓦西勒鲁瓦是巴黎南郊的一个卫星城。截止2022年12月，舒瓦西勒鲁瓦市镇范围内共有各类用人单位（包含自雇）6,772家，平均历史为11年，其中99.52%为中小型企业（PME），2022年10月至12月间，当地的经济活力指数为0.72%。世界大型乳业集团拉克塔利斯的销售部位于舒瓦西勒鲁瓦境内，其下属、及是当地2021年营业额最高的三个企业，分别为563,204,911欧元、359,900,597欧元和75,387,781欧元。

## 财政与居民收入
2021年，舒瓦西勒鲁瓦的财政收入总额为71,131,000欧元，财政支出总额为64,346,500欧元，当年的债务总额为35,124,600欧元。2021年，舒瓦西勒鲁瓦市镇共获得9,428,309欧元的国家财政补助，比上一年增加了2.81%。
2020年，舒瓦西勒鲁瓦的人均月收入总额为2,368欧元，其中高级职员为3,747欧元，低于法国平均水平（4,230欧元）；中级职员为2,450欧元，高于法国平均水平（2,411欧元）；普通职员为1,812欧元，高于法国平均水平（1,740欧元）。
2019年，舒瓦西勒鲁瓦境内的青壮年（15至64岁）失业率为15.5%，当地48.2%的家庭拥有纳税资格，平均纳税3,048欧元，低于法国平均水平（3,910欧元）。

## 社会事务

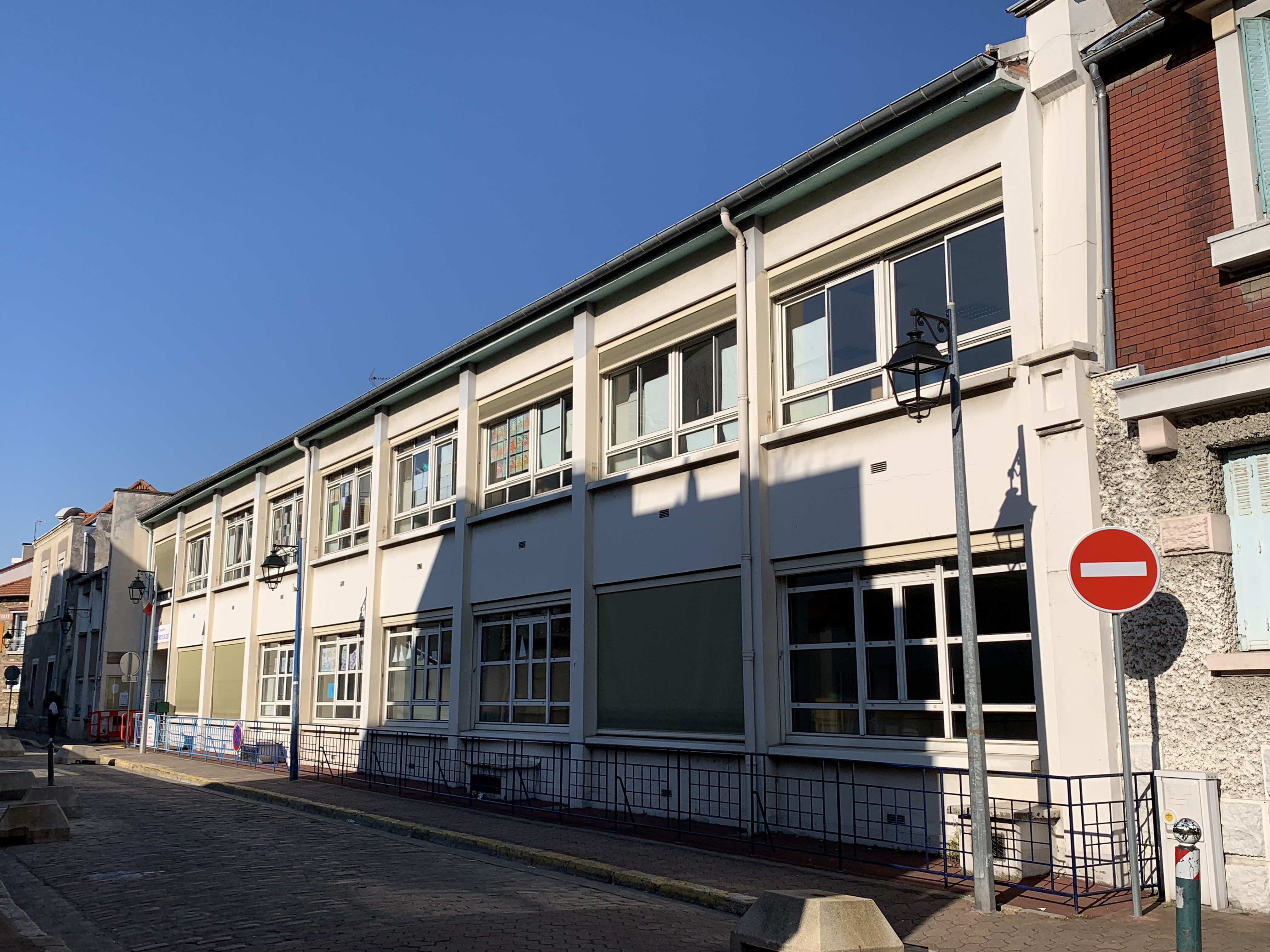
舒瓦西勒鲁瓦中心小学

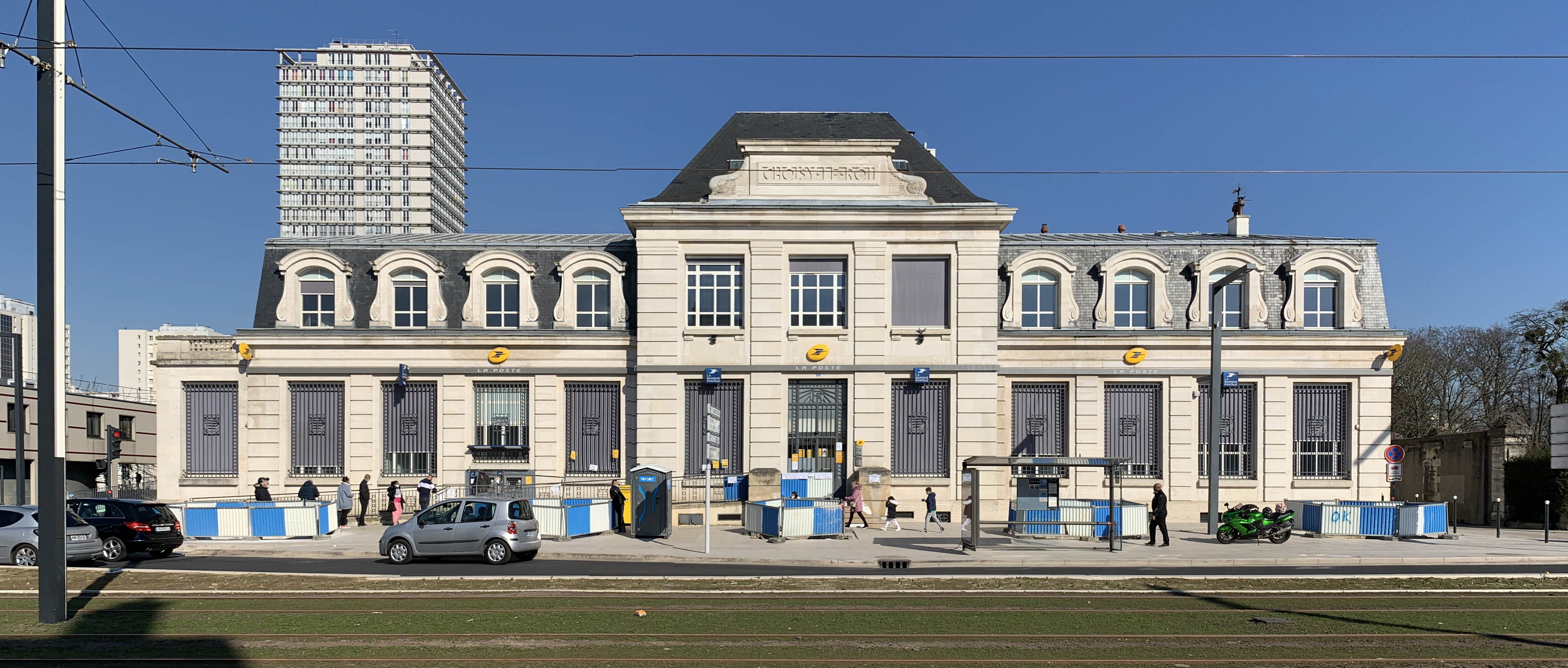
舒瓦西勒鲁瓦邮局

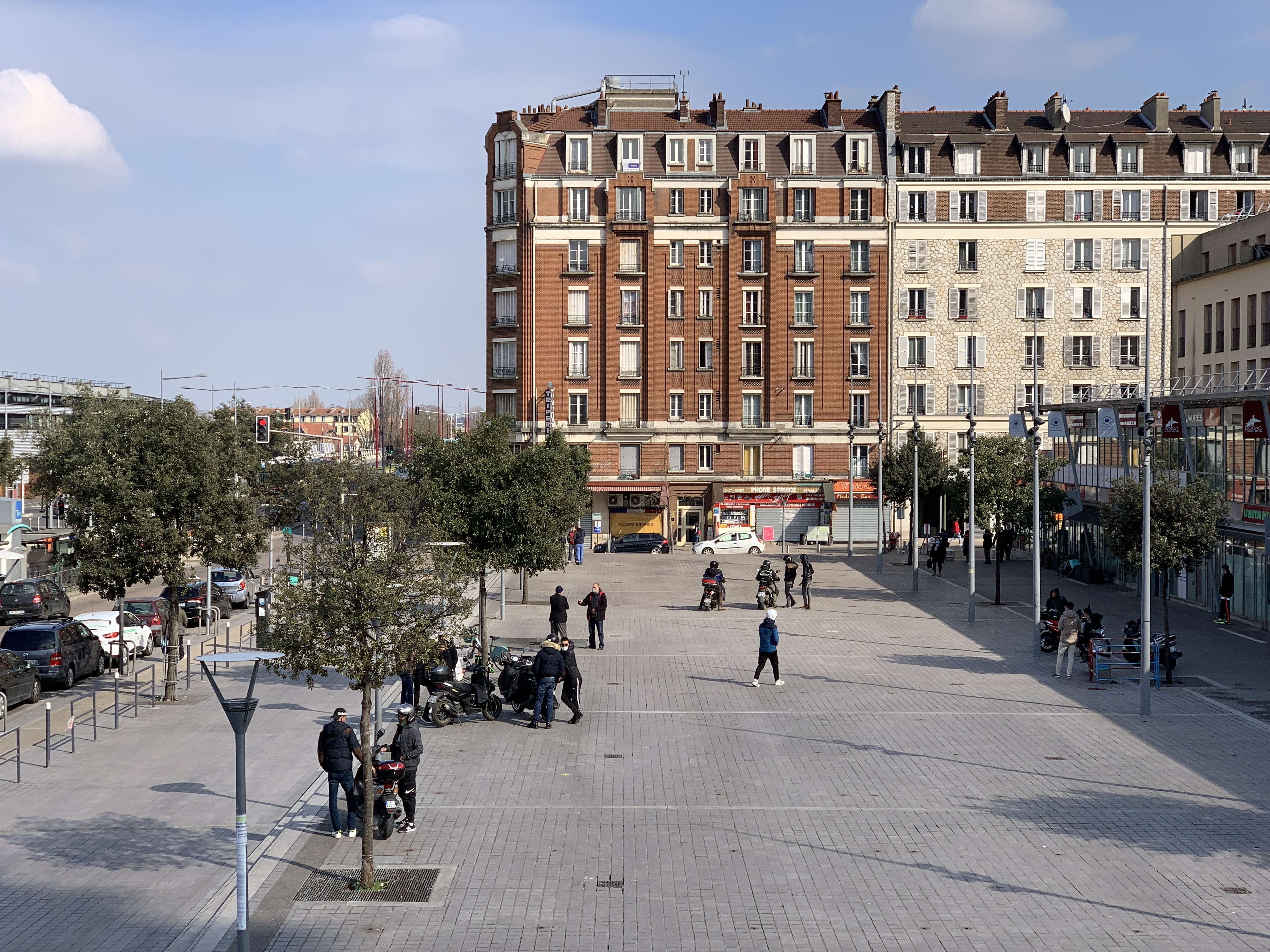
让·饶勒斯广场

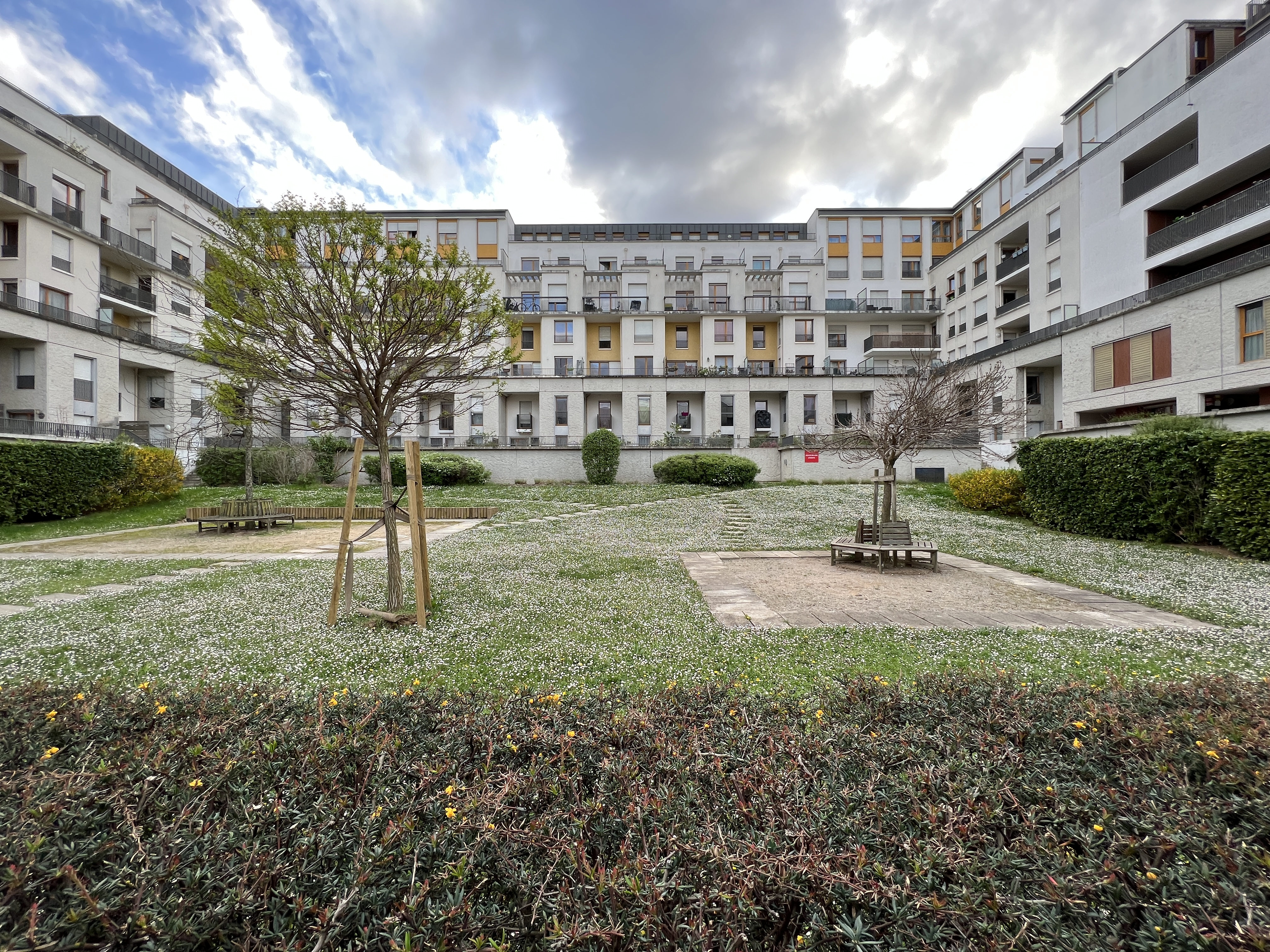
一处街心花园

### 教育
舒瓦西勒鲁瓦属于克雷泰伊学区。截止2021年1月1日，舒瓦西勒鲁瓦境内共有10所幼儿园、10所小学、4所初级中学、2所普通高中和1所职业高中。2018至2019学年度，舒瓦西勒鲁瓦境内共有在校中等教育阶段学生3,433名。

### 医疗
截止2021年1月1日，舒瓦西勒鲁瓦境内共有全科医生19名、保健师33名、牙医21名、护士37名、耳科医生2名、眼科医生1名和妇科医生2名。境内共有药房10家、残疾人帮扶中心4家。
距离舒瓦西勒鲁瓦最近的区域性医疗机构为阿尔贝·谢内维耶医院（Hôpital Albert Chenevier），其主病区位于克雷泰伊市区东北部，距离舒瓦西勒鲁瓦市区的正常车程约13分钟，设有床位463个。

### 住房
2019年，舒瓦西勒鲁瓦境内共有各类住房20,946套，其中16.7%为独立式居民区，80.7%为集中式居民区。常住房屋占舒瓦西勒鲁瓦市镇范围内居民建筑总量的93.0%。
在住房保障政策方面，2021年，舒瓦西勒鲁瓦境内共有5,866户家庭获得了住房经济补助，受益人数占总人口数量的12.7%，其中5,712份为房租补助。

### 商业
2021年，舒瓦西勒鲁瓦境内共有各类实体商铺869家，其中餐厅141家、大型超市7家、杂货店35家、面包房28家、肉铺13家、书店7家、银行门店8家、美容美发店55家、汽车维修店32家。市中心建有大型集中式商业街区，其附近有一处卡西诺超市。

### 体育
2021年，舒瓦西勒鲁瓦境内共有1家游泳池、7间体育馆、2座综合体育场、26处网球场、3处足球或橄榄球场以及3处篮球或排球场。
截至2022年12月，舒瓦西勒鲁瓦境内共有五家注册足球俱乐部。舒瓦西勒鲁瓦体育联盟（Association Sportive de Choisy le Roi，编号500039）是当地的代表性足球队，其主队2022至2023赛季参加法兰西岛大区足球联赛乙组（法国第七级别），其主场为让·布安球场（Stade Jean Bouin）。

### 环境
舒瓦西勒鲁瓦的环境事务由其所属的大巴黎都会区联合各级政府协调负责。2021年，舒瓦西勒鲁瓦境内共有2家污染企业。

### 治安
2021年，舒瓦西勒鲁瓦市镇范围内共有1处派出所。
舒瓦西勒鲁瓦警区（zone police de Choisy le Roi）的管辖范围包括4个市镇。2020年，该警区累计记录各类案件5,361起，其中盗窃类案件3,017起，经济类案件521起，毒品交易类案件441起。

## 文化
2021年，舒瓦西勒鲁瓦境内共有2家剧场、1家电影院和1家音乐厅。舒瓦西勒鲁瓦境内建有三家多媒体中心，每周二、三、五、六向公众开放。

### 建筑
舒瓦西勒鲁瓦境内有多处历史建筑，其中圣路易-圣尼古拉大教堂、圣埃斯普里教堂、舒瓦西城堡等为法国国家文物保护单位。

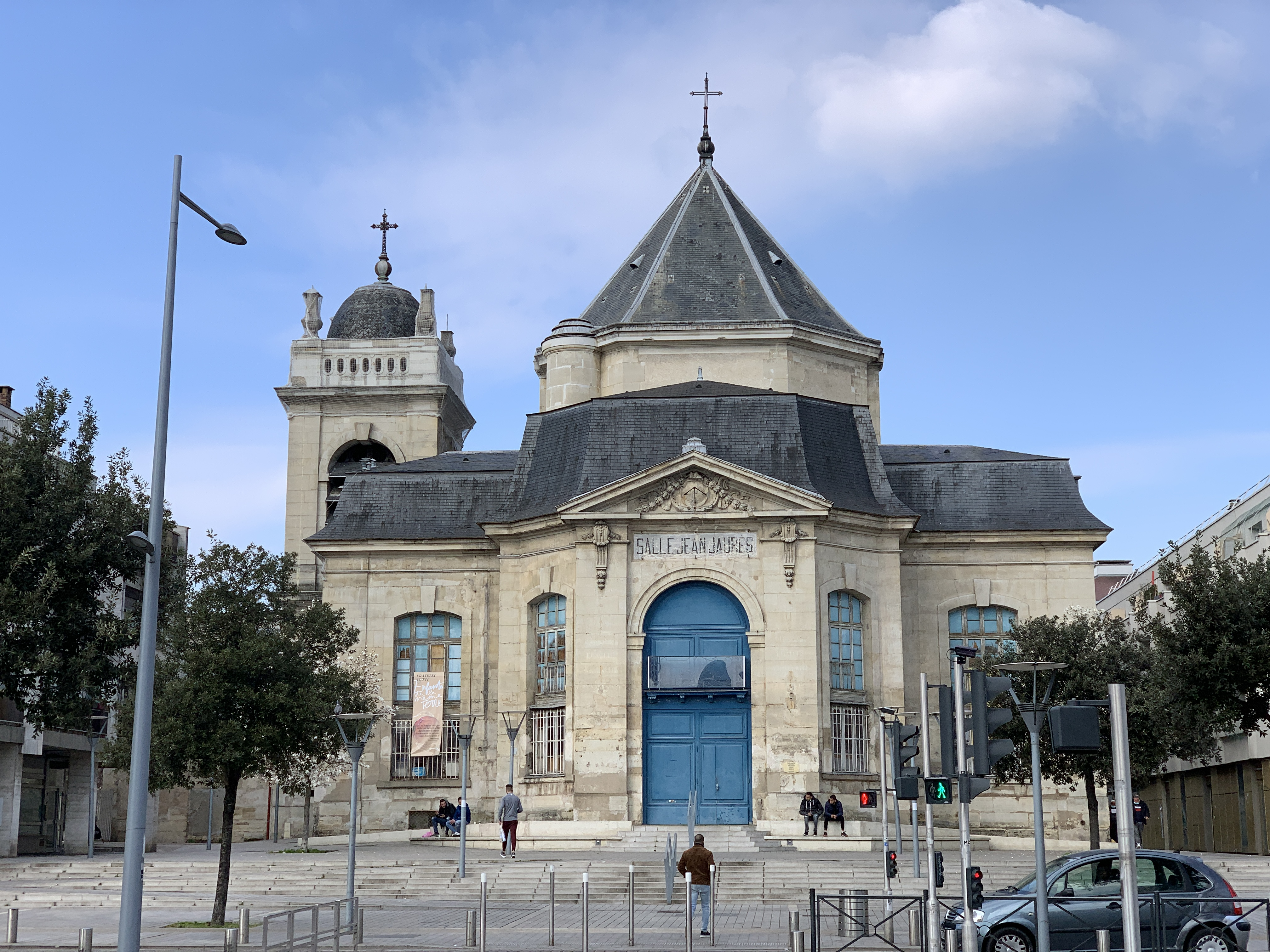
圣路易-圣尼古拉大教堂（法语：Cathédrale Saint-Louis-et-Saint-Nicolas de Choisy-le-Roi）
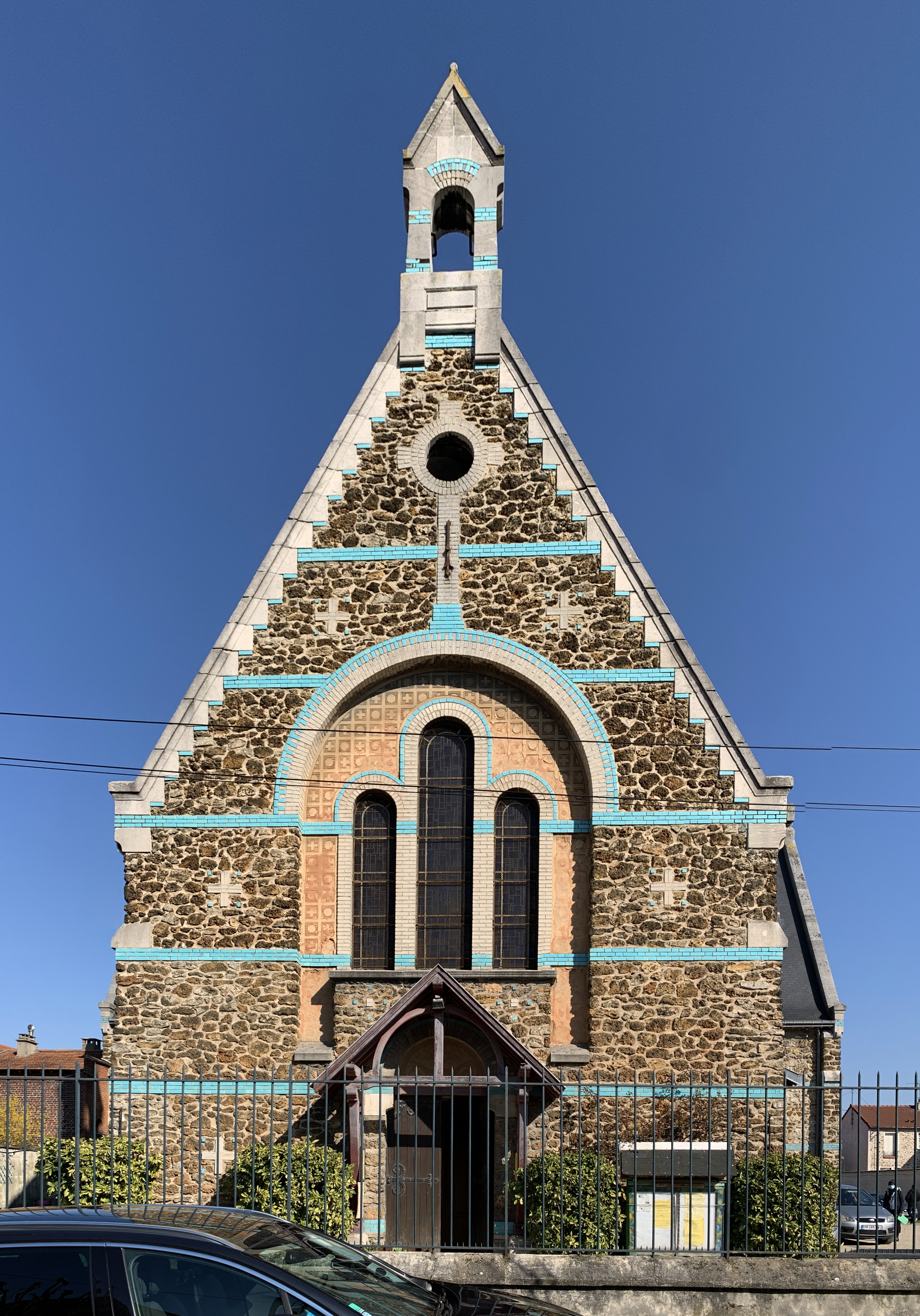
圣埃斯普里教堂（法语：Église du Saint-Esprit des Gondoles）
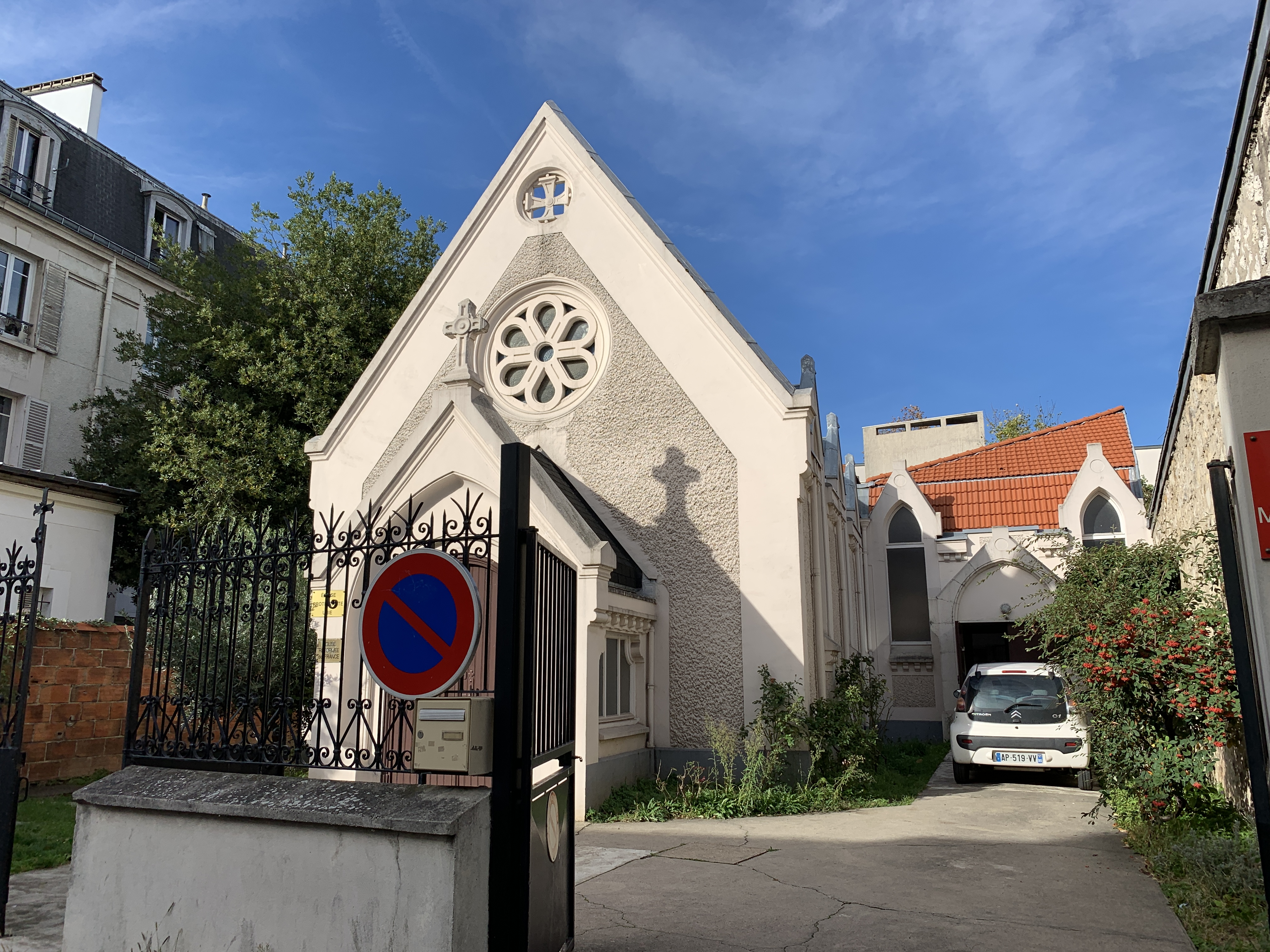
新教堂
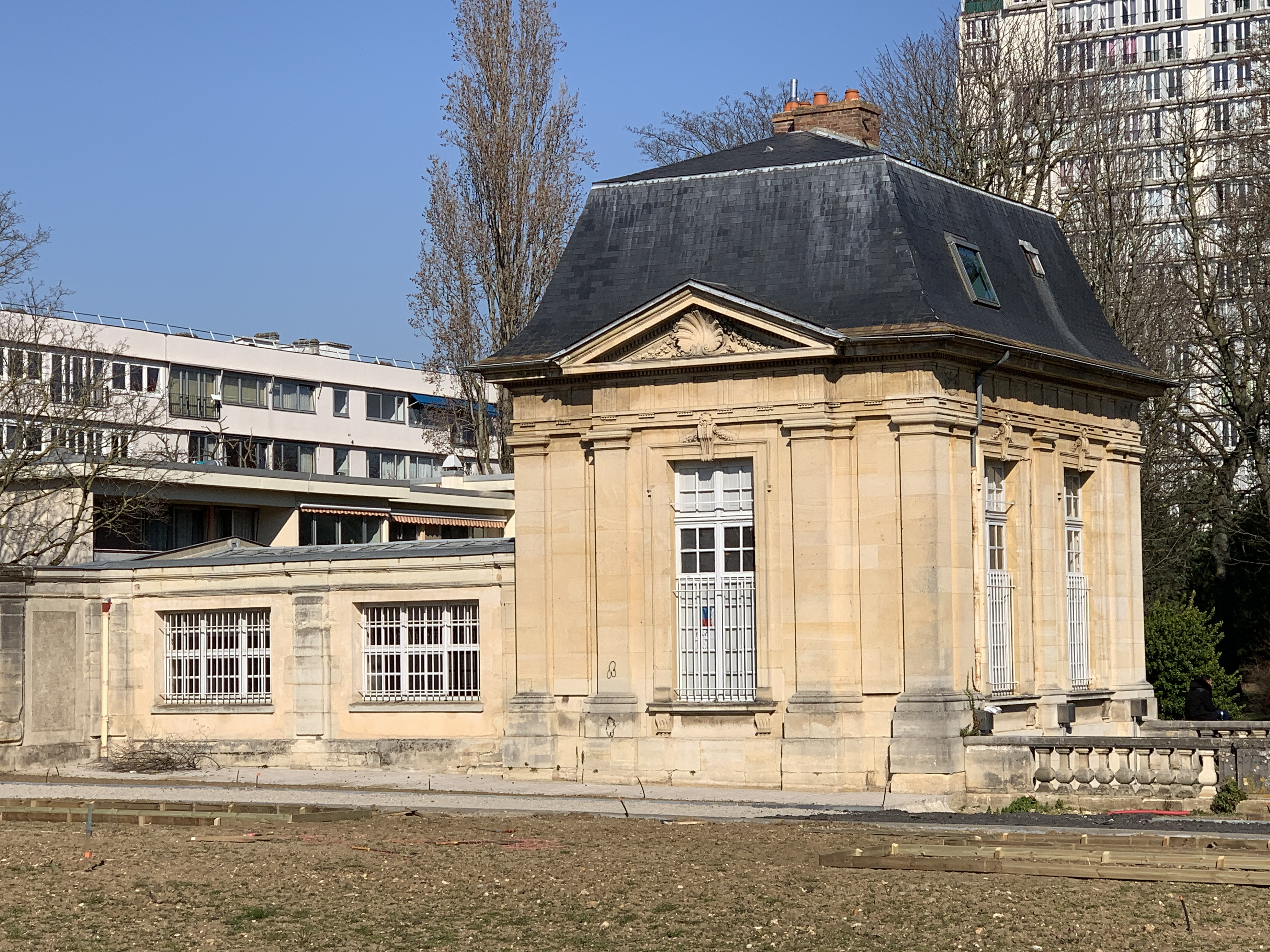
舒瓦西城堡附属建筑
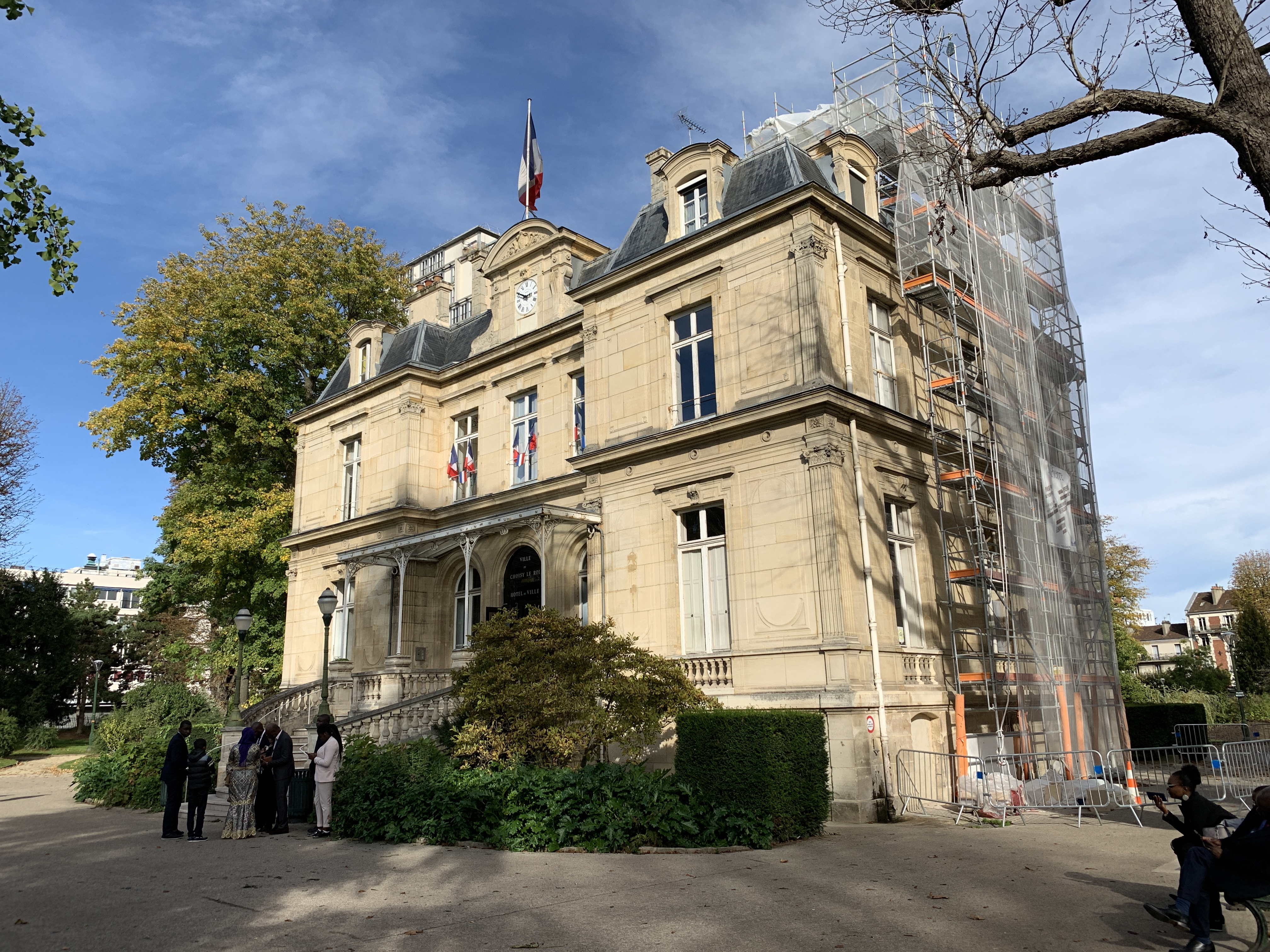
旧市政厅
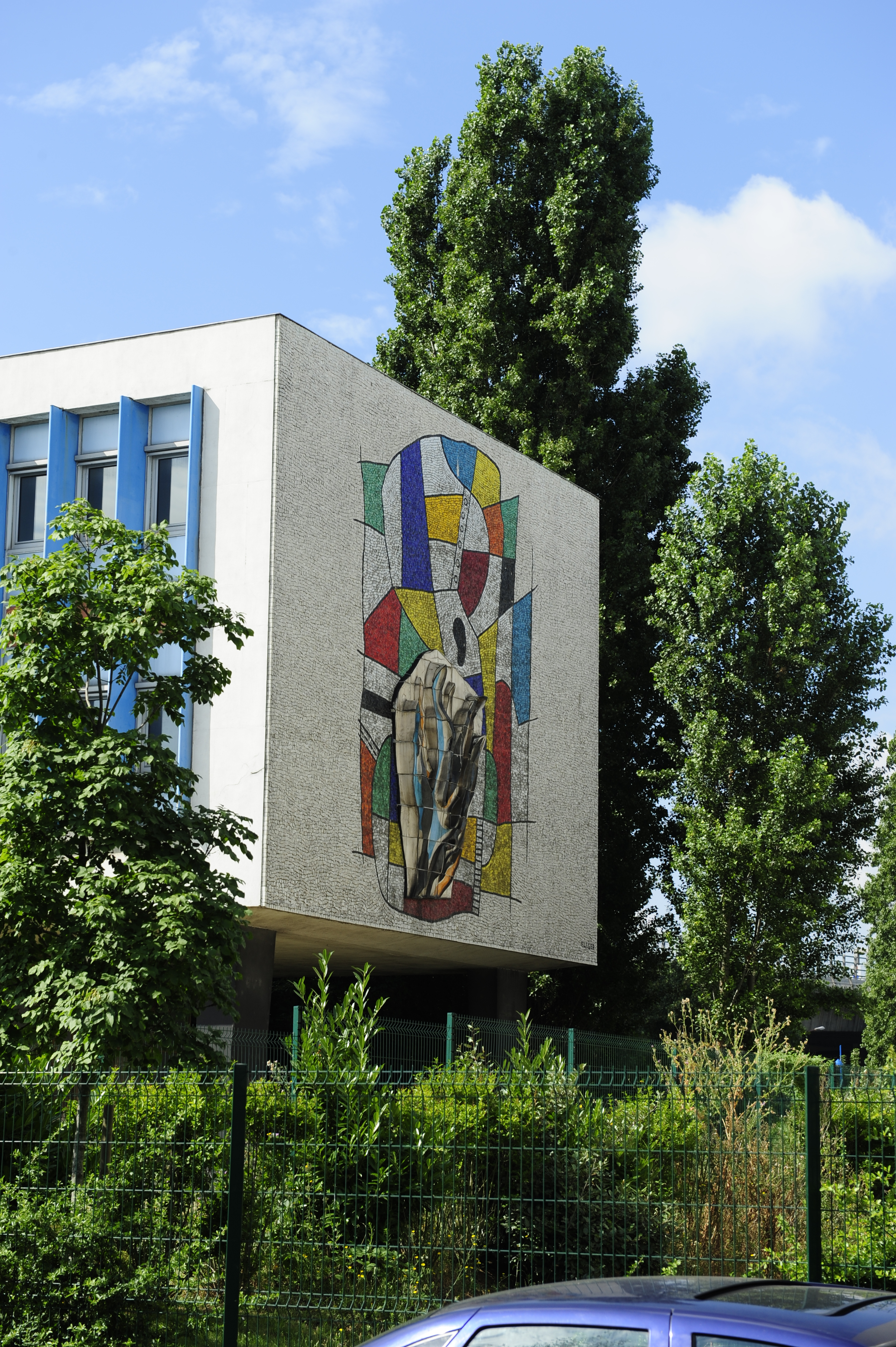
南巴黎焦煤厂（法语：Cokerie Paris-Sud）旧址
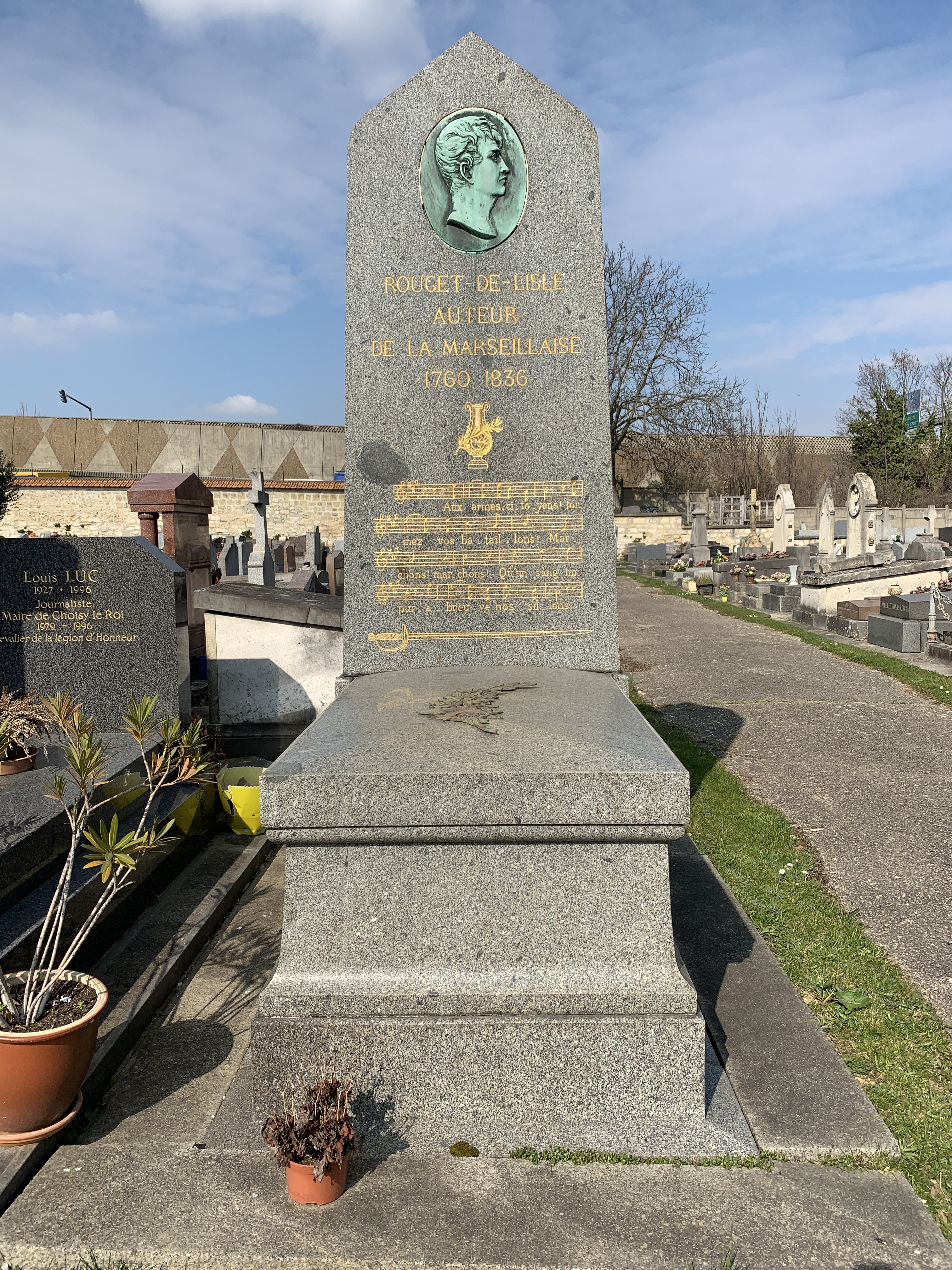
鲁日·德·李尔之墓
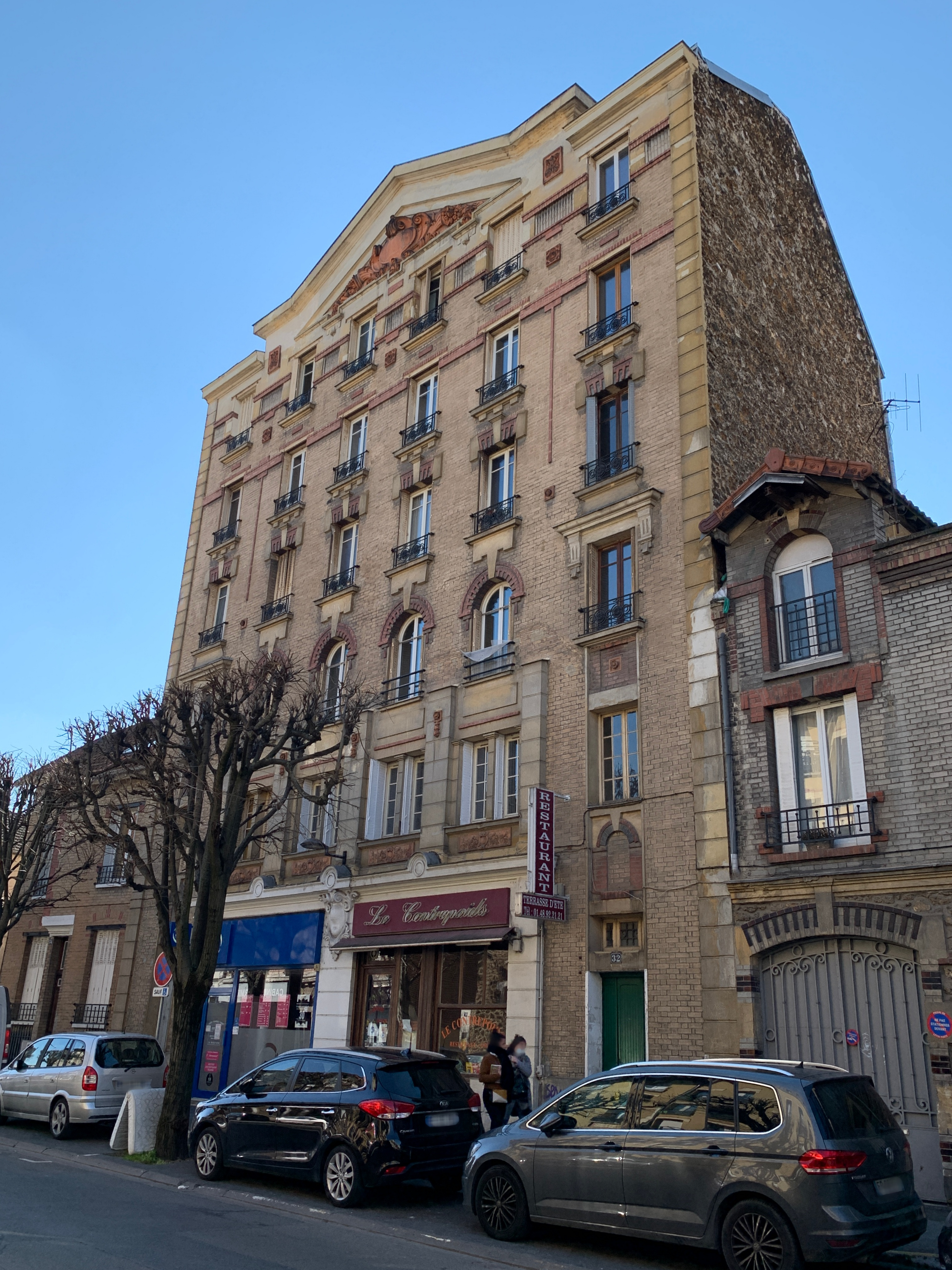
传统公寓楼

### 旅游
舒瓦西勒鲁瓦的旅游事务由其所属的大巴黎都会区和大奥利塞纳-比耶夫尔公共土地管理局联合各级政府协调负责。2022年，舒瓦西勒鲁瓦境内共有1家酒店共计32间房间。

### 媒体
法国主要的媒体均可在舒瓦西勒鲁瓦接收，法国电视三台下属的法兰西岛大区频道在部分时段播出舒瓦西勒鲁瓦所属的马恩河谷省的地方新闻。《巴黎人报》、蓝色法兰西巴黎广播、BFM电视台法兰西岛频道等是当地主要的地方性媒体。

## 相关人物

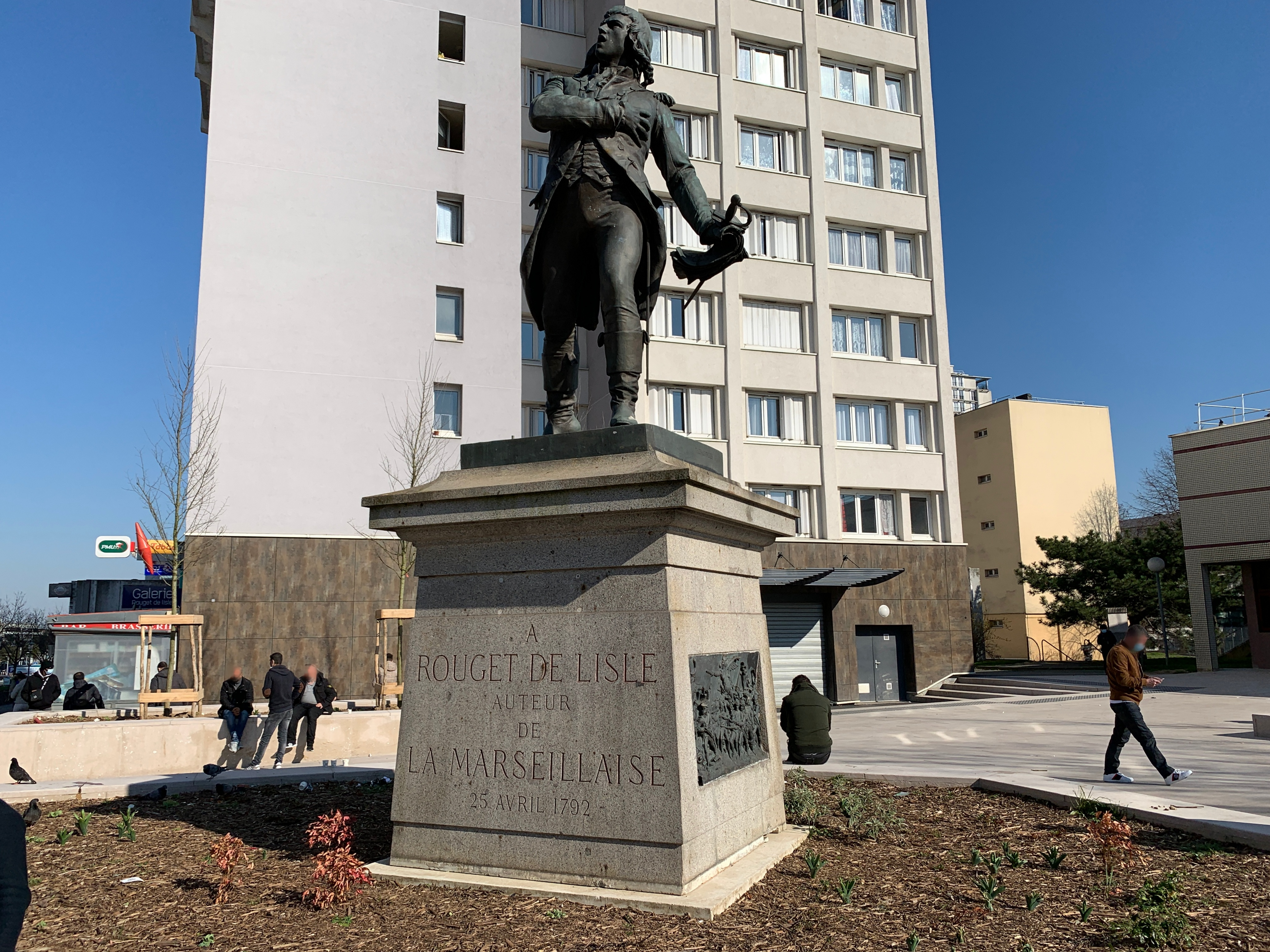
鲁热·德·李尔雕像

法国国歌马赛曲作者克洛德·约瑟夫·鲁日·德·李尔以及法国共产党领导人马赛尔·加香逝世于舒瓦西勒鲁瓦，当地有以其命名的街道和广场。
法国物理学家让-皮埃尔·珀蒂、演员马赫迪·阿拉维、女演员莉娜·阿拉比和作家托尼诺·贝纳奎斯塔出生于舒瓦西勒鲁瓦。

## 友好城市
截至2022年12月，舒瓦西勒鲁瓦共与四座城市互为友好城市关系：
- 德国 亨尼希斯多夫
- 義大利 卢戈
- 保加利亚 大特尔诺沃
- 越南 栋多郡